# Diócesis de Campanha

Regional CNBB Leste 2.

Mapa de la Diócesis de Campanha.

La diócesis de Campanha (en latín: Dioecesis Campaniensis in Brasilia y en portugués: Diocese de Campanha) es una circunscripción eclesiástica de la Iglesia católica en Brasil. Se trata de una diócesis latina, sufragánea de la arquidiócesis de Pouso Alegre. Desde el 25 de noviembre de 2015 su obispo es Pedro Cunha Cruz.

## Territorio y organización

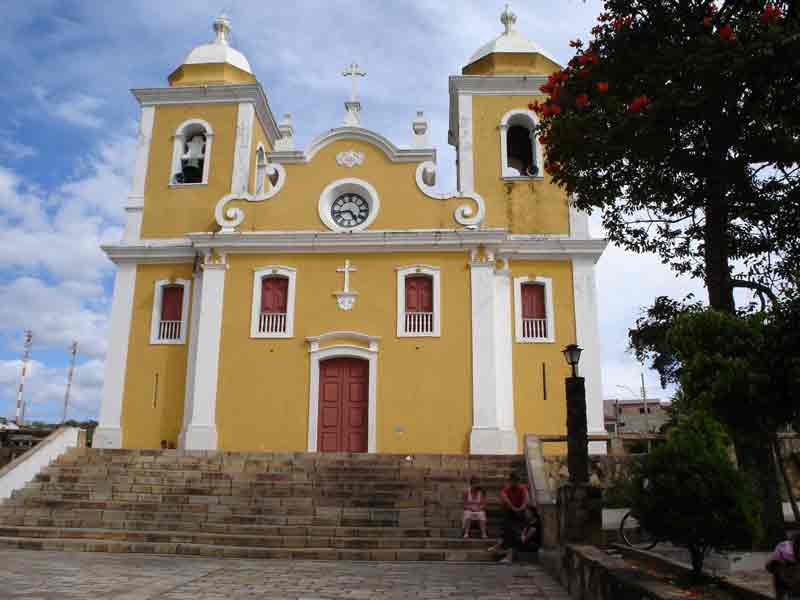
Iglesia parroquial de São Thomé das Letras

La diócesis tiene 16 185 km² y extiende su jurisdicción sobre los fieles católicos de rito latino residentes en 49 municipios del estado de Minas Gerais: Campanha, Aiuruoca, Alagoa, Baependi, Boa Esperança, Cambuquira, Campo do Meio, Campos Gerais, Careaçu, Carmo da Cachoeira, Carmo de Minas, Carvalhos, Caxambu, Conceição das Pedras, Conceição do Rio Verde, Coqueiral, Cordislândia, Cristina, Cruzília, Dom Viçoso, Elói Mendes, Guapé, Heliodora, Ilicínea, Itamonte, Itanhandu, Jesuânia, Lambari, Monsenhor Paulo, Natércia, Nepomuceno, Olímpio Noronha, Passa Quatro, Pedralva, Pouso Alto, Santana da Vargem, São Bento Abade, São Gonçalo do Sapucaí, São José do Alegre, São Lourenço, São Sebastião do Rio Verde, São Thomé das Letras, Seritinga, Serranos, Soledade de Minas, Três Corações, Três Pontas, Varginha y Virgínia.
La sede de la diócesis se encuentra en la ciudad de Campanha, en donde se halla la Catedral de San Antonio. En el territorio diocesano se encuentran otras tres basílicas menores: Nuestra Señora de la Concepción, en Conceição do Rio Verde; Nuestra Señora de los Dolores, en Boa Esperança; y San Lorenzo Mártir, en São Lourenço.
En 2021 en la diócesis existían 72 parroquias agrupadas en 7 foranías: Beato Padre Victor, Nossa Senhora dos Campos, Nossa Senhora das Fontes, Nossa Senhora de Fátima, Nossa Senhora dos Montes, Nossa Senhora Aparecida y Beata Nhá Chica.

## Historia
La diócesis fue erigida el 8 de septiembre de 1907 con el decreto Spirituali fidelium de la Congregación Consistorial, obteniendo el territorio de la diócesis de Pouso Alegre (hoy arquidiócesis). Originalmente era sufragánea de la Arquidiócesis de Mariana .
El 21 de mayo de 1960 cedió una parte de su territorio para la erección de la diócesis de São João del Rei mediante la bula Quandoquidem novae del papa Juan XXIII.
El 14 de abril de 1962 pasó a formar parte de la provincia eclesiástica de la arquidiócesis de Pouso Alegre.

## Estadísticas
Según el Anuario Pontificio 2022 la diócesis tenía a fines de 2021 un total de 807 330 fieles bautizados.
| Año                                                                             | Población            | Población | Población      | Sacerdotes | Sacerdotes    | Sacerdotes    | Bautizados por sacerdote | Diáconos permanentes | Religiosos | Religiosos | Parroquias |
| Año                                                                             | Bautizados católicos | Total     | % de católicos | Total      | Clero secular | Clero regular | Bautizados por sacerdote | Diáconos permanentes | Varones    | Mujeres    | Parroquias |
| ------------------------------------------------------------------------------- | -------------------- | --------- | -------------- | ---------- | ------------- | ------------- | ------------------------ | -------------------- | ---------- | ---------- | ---------- |
| 1950                                                                            | 500 000              | 520 000   | 96.2           | 94         | 62            | 32            | 5319                     |                      | 59         | 264        | 55         |
| 1959                                                                            | 490 000              | 510 000   | 96.1           | 123        | 70            | 53            | 3983                     |                      | 105        | 313        | 57         |
| 1966                                                                            | 390 000              | 450 000   | 86.7           | 114        | 66            | 48            | 3421                     |                      | 60         | 315        | 53         |
| 1970                                                                            | 480 000              | 550 000   | 87.3           | 56         | 56            |               | 8571                     |                      |            |            | 53         |
| 1976                                                                            | 498 000              | 510 000   | 97.6           | 74         | 56            | 18            | 6729                     |                      | 28         | 225        | 52         |
| 1980                                                                            | 518 000              | 528 000   | 98.1           | 81         | 63            | 18            | 6395                     |                      | 50         | 215        | 53         |
| 1990                                                                            | 525 000              | 584 000   | 89.9           | 95         | 71            | 24            | 5526                     |                      | 29         | 271        | 53         |
| 1999                                                                            | 551 520              | 689 400   | 80.0           | 100        | 74            | 26            | 5515                     | 1                    | 25         | 225        | 59         |
| 2000                                                                            | 551 520              | 689 400   | 80.0           | 98         | 73            | 25            | 5627                     |                      | 48         | 209        | 59         |
| 2001                                                                            | 630 000              | 727 548   | 86.6           | 99         | 74            | 25            | 6363                     |                      | 28         | 201        | 59         |
| 2002                                                                            | 551 520              | 689 400   | 80.0           | 99         | 74            | 25            | 5570                     |                      | 71         | 209        | 59         |
| 2003                                                                            | 551 520              | 736 261   | 74.9           | 96         | 64            | 32            | 5745                     |                      | 32         | 165        | 60         |
| 2004                                                                            | 647 433              | 662 483   | 97.7           | 123        | 91            | 32            | 5263                     |                      | 53         | 165        | 61         |
| 2006                                                                            | 663 000              | 678 000   | 97.8           | 103        | 78            | 25            | 6436                     |                      | 51         | 182        | 62         |
| 2013                                                                            | 713 000              | 730 000   | 97.7           | 108        | 93            | 15            | 6601                     |                      | 29         | 149        | 68         |
| 2016                                                                            | 776 000              | 794 000   | 97.7           | 136        | 118           | 18            | 5705                     | 1                    | 33         | 124        | 70         |
| 2019                                                                            | 794 750              | 813 180   | 97.7           | 118        | 104           | 14            | 6735                     | 1                    | 27         | 96         | 71         |
| 2021                                                                            | 807 330              | 826 000   | 97.7           | 117        | 105           | 12            | 6900                     | 3                    | 25         | 65         | 72         |
| Fuente: Catholic-Hierarchy, que a su vez toma los datos del Anuario Pontificio. |                      |           |                |            |               |               |                          |                      |            |            |            |

## Episcopologio
- João de Almeida Ferrão (Terra) † (29 de abril de 1909-25 de diciembre de 1935 falleció)
- Inocêncio Engelke, O.F.M. † (25 de diciembre de 1935 por sucesión-16 de junio de 1960 falleció)
- Othon Motta † (16 de junio de 1960 por sucesión-16 de enero de 1982 renunció)
  - Sede vacante (1982-1984)
- Aloísio Ariovaldo (Tarcísio) Amaral, C.SS.R. † (14 de abril de 1984-15 de mayo de 1991 renunció)
- Aloísio Roque Oppermann, S.C.I. † (15 de mayo de 1991 por sucesión-28 de febrero de 1996 nombrado arzobispo de Uberaba)
  - Sede vacante (1996-1998)
- Diamantino Prata de Carvalho, O.F.M. (25 de marzo de 1998-25 de noviembre de 2015 retirado)
- Pedro Cunha Cruz, por sucesión el 25 de noviembre de 2015